# Bertrand Perz

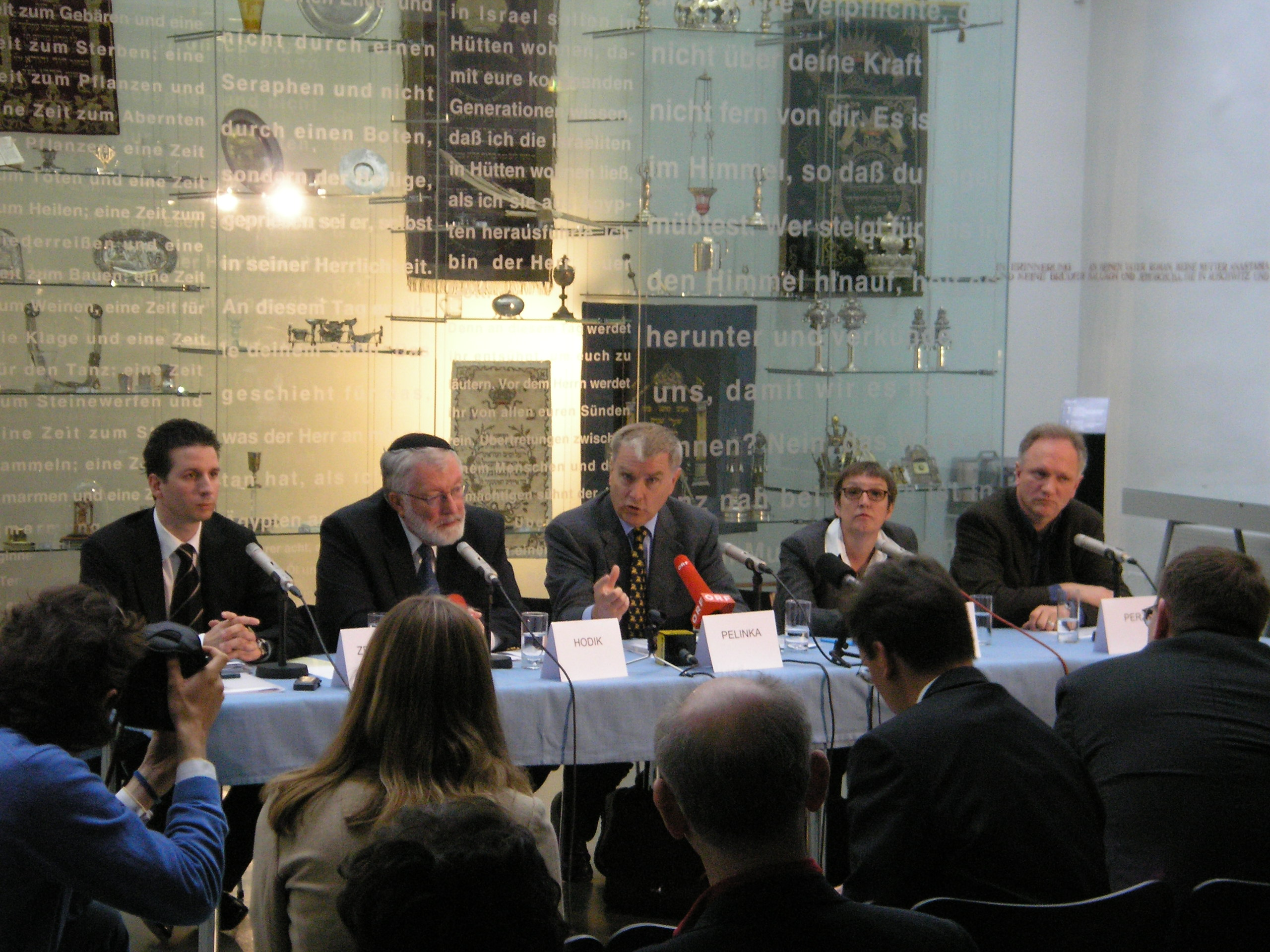
Bertrand Perz (ganz rechts) bei der Pressekonferenz zur Gründung des Wiener Wiesenthal Instituts für Holocaust-Studien (VWI) im Juni 2006

Bertrand Perz (* 9. Februar 1958 in Linz) ist ein österreichischer Universitätsprofessor für Zeitgeschichte.

## Biografie
Perz maturierte 1976 in Linz und absolvierte ein Geschichtsstudium an der Universität Wien. Seine Promotion erfolgte 1990. Seit 1981 ist er Mitarbeiter am Institut für Zeitgeschichte der Universität Wien. Die Lehrbefugnis für das Fach „Zeitgeschichte“ an der Universität Wien wurde ihm 2004 erteilt, von 2006 bis 2012 war er stellvertretender Institutsvorstand des Instituts für Zeitgeschichte dieser Universität. 2011 wurde er zum Assistenzprofessor, 2013 zum Assoziierten Professor und 2017 zum Universitätsprofessor bestellt. Seit 2023 ist er an der Universität Wien im Ruhestand.
Er ist Gründungsmitglied des Vereins „Wiener Wiesenthal Institut für Holocaust-Studien (VWI)“ und war nach der offiziellen Institutsgründung 2009 bis 2023 Mitglied des Institutsvorstandes, Vorstandsmitglied des Vereins „Dokumentationsarchiv des österreichischen Widerstandes“ (seit 2005), Redaktionsmitglied der Zeitschrift „Zeitgeschichte“,  Mitglied (und seit 2011 Präsident) der „Österreichischen Gesellschaft für Zeitgeschichte“, Mitglied der „Historikerkommission der Republik Österreich“ (1998–2003), Mitglied des wissenschaftlichen Boards des „Vereins Schloss Hartheim“ (2007–2023) sowie des Wissenschaftlichen Board des Projektes „erinnern.at“ (2001–2023). Seit 2006 ist Perz Mitglied bzw. stellvertretendes Mitglied des Beirates gemäß Bundesgesetz über die Rückgabe von Kunstgegenständen aus den österreichischen Bundesmuseen und Sammlungen. Von 2016 bis 2025 war er Mitglied des International Advisory Board der KZ-Gedenkstätte Bergen-Belsen, Stiftung Niedersächsische Gedenkstätten, seit 2017 ist er Mitglied des Wissenschaftlichen Kuratoriums der Stiftung Gedenkstätten Buchenwald und Mittelbau-Dora.
Von 2009 bis 2013 war Perz wissenschaftlicher Leiter der Neugestaltung der KZ-Gedenkstätte Mauthausen, seit 2017 ist Vorsitzender des Wissenschaftlichen Beirates der KZ-Gedenkstätte/Memorial Mauthausen. Von 2011 bis 2018 fungierte Perz als Vorsitzender der von der Tiroler Landesregierung eingesetzten Kommission zur Untersuchung der Vorgänge um den Anstaltsfriedhof des Psychiatrischen Krankenhauses in Hall in Tirol.

## Forschung
Die Forschungsschwerpunkte von Bertrand Perz umfassen Geschichte des Nationalsozialismus, Konzentrationslager, Zwangsarbeit, Rüstungsindustrie und Kriegswirtschaft, Holocaust und deutsche Besatzungspolitik, Nachgeschichte des Nationalsozialismus und Memorialisierung, Österreichische Zeitgeschichte, Verkehrsgeschichte. Im Rahmen eines von 2011 bis 2013 laufenden FWF-Forschungsprojektes befassten sich Bertrand Perz und sein Team mit der Lager-SS des Konzentrationslager Mauthausen. Von 2022 bis 2024 leitete Perz gemeinsam mit Oliver Rathkolb  und Sybille Steinbacher das Forschungsprojekt "Die PORR AG und ihre Tochterunternehmen zur Zeit des Nationalsozialismus", seit 2023 leitet er ein Projekt zur "Geschichte der österreichischen Autobahnen zwischen 1935 und 1950 unter besonderer Berücksichtigung der NS-Zeit". Mit Andreas Kranebitter arbeitet er an einer neuen Monographie zur Geschichte des Konzentrationslagers Mauthausen.

## Publikationen
- mit Florian Freund: Das KZ in der Serbenhalle. Zur Kriegsindustrie in Wiener Neustadt. Verlag für Gesellschaftskritik, Wien 1988.
- Projekt Quarz. Steyr-Daimler-Puch und das Konzentrationslager Melk. Verlag für Gesellschaftskritik, Wien 1991.
- gemeinsam mit Clemens Jabloner, Brigitte Bailer-Galanda, Eva Blimlinger, Georg Graf, Robert Knight, Lorenz Mikoletzky, Roman Sandgruber, Karl Stuhlpfarrer, Alice Teichova: Schlussbericht der Historikerkommission der Republik Österreich. Vermögensentzug während der NS-Zeit sowie Rückstellungen und Entschädigungen seit 1945 in Österreich. Zusammenfassungen und Einschätzungen. (Veröffentlichungen der Österreichischen Historikerkommission, Bd. 1), Wien-München 2003.
- mit Florian Freund und Mark Spoerer, Zwangsarbeiter und Zwangsarbeiterinnen auf dem Gebiet der Republik Österreich 1939 – 1945. Oldenbourg Verlag, Wien-München 2004 (Veröffentlichungen der Österreichischen Historikerkommission, Band 26/1).
- Die KZ-Gedenkstätte Mauthausen 1945 bis zur Gegenwart. Studien-Verlag, Innsbruck 2006.
- mit Florian Freund: Konzentrationslager in Oberösterreich 1938 bis 1945. Oberösterreichisches Landesarchiv, Linz 2007.
- mit Christian Dürr, Ralf Lechner, Robert Vorberg: Die Krematorien von Mauthausen. Katalog zur Ausstellung in der KZ-Gedenkstätte Mauthausen, hg. vom BM für Inneres, Wien 2008.
- mit Günter Morsch (Hg.): Neue Studien zu nationalsozialistischen Massentötungen durch Giftgas. Historische Bedeutung, technische Entwicklung, revisionistische Leugnung. 2. Auflage. Berlin 2012, ISBN 978-3-940938-99-2.
- Verwaltete Gewalt. Der Tätigkeitsbericht des Verwaltungsführers im Konzentrationslager Mauthausen 1941 bis 1944, Wien 2013 (Mauthausen-Studien. Schriftenreihe der KZ-Gedenkstätte Mauthausen, Band 8).
- Das Projekt „Quarz“. Der Bau einer unterirdischen Fabrik durch Häftlinge des KZ Melk für die Steyr-Daimler-Puch AG 1944–1945. (Überarbeitete Neuauflage von Projekt Quarz, Wien 1991). Studien-Verlag, Innsbruck 2014.
- mit Thomas Albrich, Elisabeth Dietrich-Daum, Hartmann Hinterhuber, Brigitte Kepplinger, Wolfgang Neugebauer, Christine Roilo, Oliver Seifert, Alexander Zanesco (Hg.): Schlussbericht der Kommission zur Untersuchung der Vorgänge um den Anstaltsfriedhof des Psychiatrischen Krankenhauses in Hall in Tirol in den Jahren 1942 bis 1945. Universitätsverlag Wagner, Innsbruck 2014.
- mit Angelika Brechelmacher und Regina Wonisch (Hg.): Post 41: Berichte aus dem Getto Litzmannstadt / Reports from Litzmannstadt Ghetto - Ein Gedenkbuch/A memorial bookd. mandelbaum verlag, Wien 2015.
- mit Ina Markova (Hg.): 50 Jahre Institut für Zeitgeschichte der Universität Wien 1966-2016. new academic press, Wien 2017.
- mit Verena Pawlowsky und Ina Markova: Inbesitznahmen. Das Parlamentsgebäude in Wien 1933-1956. Residenz Verlag, Salzburg 2018.
- Wahrnehmungen des Nationalsozialismus: NS-Jugendtagebücher – KZ-Ärzte – Entnazifizierungsdiskurse unter „Ehemaligen“.  Heftherausgabe Zeitgeschichte 47. Jg. (2020) Heft 3.
- mit Gabriele Hackl und Alexandra Wachter (Hg.): Wasserstraßen. Die Verwaltung von Donau und March 1918 – 1955. Böhlau Verlag, Wien 2020.
- mit Christian Rabl: KZ Melk und Projekt Quarz Geschichte und Gedenken. new academic press, Wien 2025.

## Auszeichnungen
- 2024 wurde Perz mit dem Großen Silbernen Ehrenzeichen für Verdienste um die Republik Österreich ausgezeichnet.[15]
- 2025: Preis der Stadt Wien für Geistes-, Sozial-, Kultur-, Rechts- und Wirtschaftswissenschaften[16]